# الدين في موريشيوس
الدين في موريشيوس، تعتبر جمهورية موريشيوس الواقعة في المحيط الهندي وشرق إفريقيا متنوعة الأديان، والهندوسية هي الديانة الأكثر شيوعاً فيها، وثم الديانة المسيحية، والدين الإسلامي. 

## الاحصائيات
وفقًا لتعداد عام 2022 الذي أجرته هيئة إحصاءات موريشيوس، فإن:
47.87% من سكان موريشيوس يتبعون الهندوسية.
32.29%،  يتبعون المسيحية منهم 24.94% كاثوليك.
18.24% يتبعون الدين الإسلامي.
0.86% الأديان الأخرى.
يحظر الدستور التمييز على أسس دينية وينص على حرية الفرد في ممارسة أو تغيير دينه.

## الهندوسية
وصلت الهندوسية في الأصل إلى موريشيوس من خلال الهنود الذين عملوا كعمال بالسخرة في الجزيرة.
والهندوسية هي دين غالبية سكان موريشيوس ويمثلوا نسبة 51.9% من المجموع الكلي للسكان، حسب التعداد الرسمي لعام 2011.

## المسيحية
وصلت المسيحية إلى موريشيوس مع السكان الأوائل الهولنديين، ومع ذلك فقد تخلى الهولنديون عن الجزيرة في عام 1710، وازداد عدد المسيحية بعودة الفرنسيون في عام 1715، بلغت نسبة المسيحيين حوالي 32.7% من مجموع السكان، وهي ثانية مجموعة دينية بعد الهندوسية.

## الإسلام

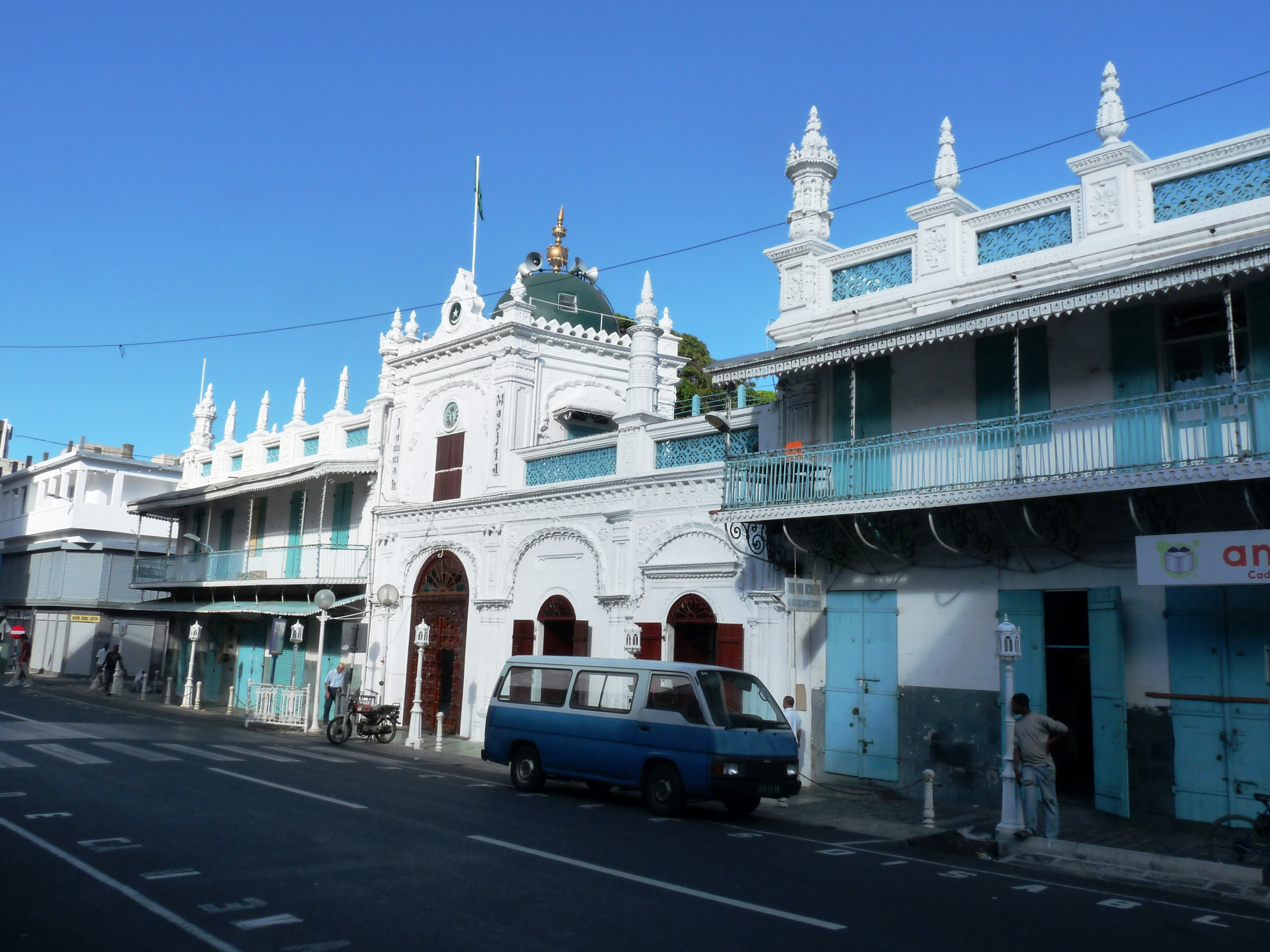
مسجد الجمعة في العاصمة بورت لويس

يبلغ معتنقي الدين الإسلامي في موريشيوس حوالي 18٪ من مجموع السكان، الغالبية منهم هم من المسلمين أهل السنة والجماعة، والمسلمون في موريشيوس هم في الغالب من أصل هندي، وصلوا للعمالة بدفعات أثناء الوجود البريطاني في المنطقة.

## ديانات أخرى
توجد بعض الديانات الأخرى منها: البهائية والكونفوشية والطاوية.